# Doropygella poricicauda
Doropygella poricicauda är en kräftdjursart som först beskrevs av Brady 1878.  Doropygella poricicauda ingår i släktet Doropygella, och familjen Notodelphyidae. Arten har ej påträffats i Sverige.